# Donn Pearce

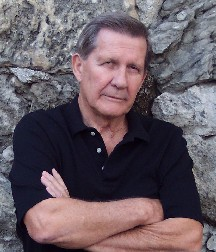
Donn Pearce

Donn Pearce (* 28. September 1928 in Croydon, Pennsylvania; † 19. Oktober 2017 in Fort Lauderdale, Florida) war ein US-amerikanischer Buchautor und Journalist.

## Leben
Vor seiner Tätigkeit als Autor war Pearce Mitglied der Handelsmarine, verdingte sich als Geldschrankknacker und wurde schließlich verurteilt. Sein Debütroman wurde 1967 als Der Unbeugsame verfilmt. Donn war hieran erst- und einmalig auch als Drehbuchautor beteiligt. Gemeinsam mit Frank Pierson war er für diese Arbeit 1968 für den Oscar in der Kategorie bestes adaptiertes Drehbuch nominiert. Weitere Buchveröffentlichungen folgten. In den 1970er und 1980er Jahren war er als freischaffender Journalist tätig.

## Werke
- 1965: Cool Hand Luke
- 1972: Pier Head Jump
- 1974: Dying in the Sun
- 2004: Nobody Comes Back: A Novel of the Battle of the Bulge